# Yarnell
Yarnell – jednostka osadnicza w Stanach Zjednoczonych, w stanie Arizona, w hrabstwie Yavapai. 
Na przełomie czerwca i lipca 2013 roku pożar strawił Yarnell. Podczas dramatycznej akcji gaśniczej poległo 19 z 20 strażaków z jednostki Granite Mountain Hotshots, co uczyniło pożar jednym z najtragiczniejszych w historii amerykańskiej straży pożarnej.